# Куртей, Арно
Арно Куртей (фр. Arnaud Courteille; род. 18 марта 1989, Сент-Илер-дю-Аркуэ, департамент Манш,Франция) — французский профессиональный шоссейный велогонщик, выступающий за команду Groupama-FDJ.

## Достижения
2007
- 1-й в генеральной классификации Ronde des Valléesт (юниоры)
  - 1-й на этапе 1

2008
- 1-й  — Чемпион Франции по шоссейному велоспорту в групповой гонке (U-23)

2010
- 10-й в генеральной классификации Гран-при Португалии (GP Credito Agricola da Costa Azul)
  - 1-й на этапе 2
- 4-й в генеральной классификации Coupe des nations Ville Saguenay (U-23)

2014
- 9-й - Гран-при Шоле - Земли Луары (GP Chôlet - Pays de Loire)
- 10-й - La Poly Normande

## Статистика выступлений наГранд Турах
| Гранд Тур | 2012 | 2013 | 2014 | 2015 | 2016 | 2017 |
| --------- | ---- | ---- | ---- | ---- | ---- | ---- |
| Джиро     | -    | -    | сход | 124  | 136  | -    |
| Тур       | 132  | -    | -    | -    | -    | -    |
| Вуэльта   | 154  | 132  | -    | сход | -    | -    |